# 七枷社
七枷 社（ななかせ やしろ、YASHIRO NANAKASE）は、SNK（SNKプレイモア）の対戦型格闘ゲーム『ザ・キング・オブ・ファイターズ』シリーズに登場する架空の人物。また、ここではそのもう一つの姿である乾いた大地の社（かわいただいちのやしろ）についても記述する。

## キャラクター設定

### 「七枷社」として
『ザ・キング・オブ・ファイターズ』（以下『KOF』と表記）シリーズの第4作目の『KOF'97』（以下『'97』と表記）にて、シェルミーとクリスと共に「ニューフェイスチーム」として登場。バンド活動をしている青年で、所属するバンド「C.Y.S」ではギターを担当している。自身が所属するバンドグループと八神庵が所属するバンドグループとの間でトラブルを起こしてしまったため、庵にそのときの借りを返すために、同じグループのメンバーであるシェルミーとクリスと一緒に「ニューフェイスチーム」としてKOFに出場する（この設定は「表向きの参戦理由」ということになっている）。また、「ニューフェイスチーム」のストーリー内での庵は「赤い髪をした男」と表記されている。
しかし、KOF出場を決めたときには既に予選が終わってしまっていた。そこで、社の考えでアメリカ地区から出場するシードチームを「果たし合い」として煽って、自分たちと対戦させた。その結果、勝利して出場を決めている（正確には、招待状を奪っている）。この様子が『'97』でのチームストーリーとして載せられており、社いわく、アメリカからの出場を決めた理由が「どうせ奴（庵）を叩くなら別の地区からの決勝大会でと思ってな」、「たまたま手頃な奴らがここにいた」から。なお、このときの果たし合いにて、社は自身の格闘スタイルを「七枷武真館空手」と名乗ったが、その後の本人の発言により、これは全くのデタラメだった。
ナンバリング作品では『KOF2002』（以下『2002』と表記）を最後に登場していなかったが、『KOF XV』（以下『XV』と表記）にて19年ぶりにプレイアブルキャラクターとして登場する。

### 「乾いた大地の社」として
その実体は八尺瓊一族によって封印を解かれたオロチ八傑集かつオロチ四天王のある一人が、660年もの間に転生を繰り返した現在の姿である。「乾いた大地の社」とは社のオロチ四天王としての二つ名であり、シェルミーとクリスも同様にオロチ四天王の一人である。ゲーニッツ亡き後、シェルミーとクリスを率いてオロチ一族の長であるオロチ復活を目論んでいる。『'97』にて、7戦目が終わった後に、「ニューフェイスチーム」の3人は真の姿であるオロチ四天王＝「オロチチーム」として、KOF大会に参加した本当の理由を明かし、プレイヤーに闘いに挑んでくる。また、このときは服の色がワインレッドに変化している（チームメイトである他の2人も同様。ただし、社の服の色は覚醒前も赤と白を基調としたデザインである。また、肌の色がやや褐色となっている）。
ただし『'97』のゲーム中に「ニューフェイスチーム」（または「オロチチーム」）を選択したルートでのみ現れる「オロチチーム」は、プレイヤー側が分離させた精神ということになっている。実は3人は大会前、それぞれ、自らの肉体と精神を分離させて、肉体側を「ニューフェイスチーム」、もう片方の精神側を大会の裏に潜む「オロチチーム」として、オロチ復活に不可欠な精神力を効率的に集めようとしていた。なお、彼ら3人で進んでも進まなくても、3人ともオロチ復活のために（ストーリーの設定として）その命を捧げることとなる。
また『'97』の一部の公式イラストでは、瞳孔が垂直のスリット型で描かれている。
「乾いた大地の社」としてのBGMは『Rhythmic Hallucination』。『'97』ではオロチチーム全体のBGMだったが、他の2人（荒れ狂う稲光のシェルミー、炎のさだめのクリス）にそれぞれの専用のBGMが製作された『KOF'98』（以下『'98』と表記）からは「乾いた大地の社」専用のBGMとなっている。
また、新世界楽曲雑技団のスタッフ曰く、四天王の各々に作曲された4曲を「オロチ四天王組曲」と呼び、「乾いた大地の社」の専用BGM『Rhythmic Hallucination』は破壊をイメージしている。
『XV』では「乾いた大地の社」ではなく「オロチ社」名義でDLCキャラクターとして登場する。

### 人物
短い銀髪の大柄な青年。衣装は白いカーゴパンツを履き、上半身は素肌の上に黒のサスペンダーと丈の短い赤のジャケットを身に着け、首に銀色のハート型の飾りがついた黒いチョーカーを巻いている。『XV』ではサスペンダーが無くなっている。
『'98』のエンディングや設定画で確認できるオロチ八傑集としての正装は、ゲーニッツのものをベースに、上着は太腿にかかる程度の丈で裾が前身頃中心に向かって尖ったデザインになっており、ブーツもベルトの本数や位置が若干変わっている。『XV』の「オロチ社」の衣装はこの正装を元にしており、襟元を寛げていたりケープが側面に切れ込みが入ったような形になっているなどアレンジが加えられている。オロチ編時点ではモノクロの画像しかなく配色は不明だったが、『XV』ではワインレッドに白の縁取り、黒のケープとなっている。
豪快かつ人を食った性格で、自称“喧嘩が強い上に男前”。これは勝利時にも自身が語ることがある。その裏では『'97』にて極限流空手の道場の門下生たちを全員半殺しにする凶暴で冷酷な一面もある。
個人としては庵を上記の一件以来ライバル視しているようで、庵のことを「赤毛」と呼ぶ。『'97』ではゲーム中での庵とのからみは全くといっていいほどないが、のちの『'98』以降の登場作では、対戦前の演出で、社が庵に対して敵意をあらわにした挑発を行う。また「乾いた大地の社」の状態でも同じことを庵に対して行っている。
同じ日本人の八傑集である山崎竜二に対して興味を持っていた。『'97』で山崎と初対面し、オロチチーム戦の前にビリー・カーンとブルー・マリーの前で山崎の本性を暴いた上で、山崎に自分たちへの協力を呼びかけるが、あっさり拒絶される。もっとも興味とは別に社も期待してはおらず、山崎の態度を見て「一族の面汚しが」と吐き捨てている。『'97』では逃げられてしまったらしいが、『XV』で社が復活し、オロチ社と山崎の掛け合いで「己の我欲に走った一族の面汚し」と言い放ち山崎を裏切り者として粛正する為、KOFで対決する事になる。ただしPlayStationのアドベンチャーゲーム『キング・オブ・ファイターズ京』では社と山崎がともに行動していることが多く、また両者がギース・ハワードに雇われて草薙京の邪魔をするイベントがある。
「タツウル」（漢字表記は「琥珀」）という名前の鷲をペットとして飼っている。『'97』では勝利ポーズの一部に登場していたが、『'98』以降は登場していない。

## ゲーム上の特徴
格闘スタイルは、「七枷社」としては主に打撃系の技が中心で、「乾いた大地の社」としてはオロチの力、その中のひとつである大地の力による投げ技を多用する。また、「乾いた大地の社」は、開発側が“オロチチームは主人公チーム（日本チーム）に対比した形に”ということになったため、大門五郎に対比したキャラクターとなっている。なお、両者の区別のため、「乾いた大地の社」を「裏社」とも呼ぶ。
通常技が強力で、特に蹴りに至っては『'97』では近距離立ち強キックが立ちガード不能にも見えるローキックなのにも拘らず、逆にしゃがみガードが不能という強力ぶりを見せたが、『'98』から以降は立ち・しゃがみの両ガード可能に修正されている。
オロチとしての社は、攻撃のリーチの長さはそのままに、投げ技を多く持つ。通常技を叩き込んで投げ技でキャンセルし、大ダメージを与えることが可能で、相手を一方的に捻じ伏せる強さを持つ。相手を掴んで無防備状態にする「くじくだいち」は動作が全体的に速く相手を捕えやすかったが、『'98』以降は遅くなった。
『'97』にて中ボスとして登場するオロチの社はガードが堅く、不用意に接近すると投げ技を決めてくる。

## 技の解説
技名が併記されているものは前者が「七枷社」、後者が「乾いた大地の社」としての名称である。
「乾いた大地の社」の技は日本名にキリル文字（大文字）を当てた独自の表記がなされる（概ね日本語のキリル文字表記に沿っているが一部例外あり）。これは他の四天王（ゲーニッツ、荒れ狂う稲光のシェルミー、炎のさだめのクリス）も同様。漢字表記については公表されたのが『'97』と『京』のみであるため、判明しているもののみ表記。

### 通常投げ
レバーブロー（Lever Blow） / БАКУ （ばく / 縛）
打撃投げ。相手を掴むと、上半身をひねって勢いをつけて思い切ったボディーブローで相手を殴り飛ばす。
ハチェットスルー（Hatchet Throw） / БЕКИ （べき / 幕）
相手を片手だけで掴み上げて、そのまま逆方向側の地面に叩きつける。ダウン回避不可。

### 特殊技
ステップサイドキック（Step Side Kick） / БУ （ぶ / 錻）
文字通り、ステップしながら中段の横蹴りを出す。『'97』では必殺技キャンセルが不可能だったが、『'98』からは必殺技キャンセル可能となり、この技から必殺技につなげて連続技に組み込むことができるようになった。
リグレットバッシュ（Regret Bash） / САКУ （さく）
『'98』にて追加された特殊技で、前方へ踏み込みつつ全身を使って拳を振り下ろす。単体で出して当てると、発生が遅い代わりに相手を強制的にダウンさせるうえ、ダウン回避も不可。「ステップサイドキック」同様、この技から必殺技につなげて連続技に組み込むことができるほか、攻撃の際に前に大きく踏み込む分、キャンセルで出した必殺技が連続ヒットしやすくなるという利点もある。『KOF'98 ULTIMATE MATCH』（以下『'98UM』と表記）では、ダウン中の相手に追撃が可能という新たな性能が付加された。

### 必殺技（七枷社）
アッパーデュエル（Upper Dual）
ジャンピングアッパーカット。対空技だが、相手に攻撃が当たるとアッパーを2回繰り出す。技の流れは最初に地上でアッパーを出し、それがヒットすると続けてもう片方の手で2度目の攻撃となるジャンピングアッパーを繰り出す。最初のアッパーにはガードポイントがあるので、カウンターとしても強力だが、ヒット・ガードを問わず、相手に当たりさえすれば自動的に2度目の攻撃まで出てしまうため、ガードされると隙が大きい。
ジェットカウンター（Jet Counter）
常人には真似できないほどのスピードで相手に詰め寄り、一撃を繰り出す突進技。『'97』では「レバーブロー」と同様に攻撃がボディーブローで、弱・強の違いも距離によるものだったが、『'98』以降は強バージョンの攻撃動作が変更され、拳を思いっきり振り下ろすような動作になった。この技のモーションは、攻撃が出るまでの移動で一瞬消えるが、移動中でもしっかり食らい判定があるため、相手の攻撃をかわすという芸当はできない。
ジェットカウンター・スティル（Jet Counter Still）
『'98』にて追加された、「ジェットカウンター」後の追撃技。弱がストレートパンチ、強がアッパーカットとなる。『2002』からは、通常「ジェットカウンター」のコマンドを入力した際のボタンと同じ強さでしか出せなくなったが、最初のコマンド入力を弱と強のパンチボタン同時押しで行い、その後に強パンチボタンによる追加コマンドを入力すると、強パンチのみで出したアッパーとは別のモーションのアッパーが出る。
ミサイルマイトバッシュ（Missile Might Bash）
前進しながら腕全体を横に往復で振りつつ攻撃する。『'97』では、その前述の攻撃の仕方で、フィニッシュも「レバーブロー」の攻撃部分の流用である。進む距離が短いうえに攻撃後の硬直も長い。『'98』では技のグラフィックが全て書き直され、腕全体を横に振るものから、左右の腕を使ったフックの連打に変わり、前進距離が伸びるようになり、フィニッシュも専用のアッパーモーションに変わった。そこそこ使えるものとなったが、使用する機会は少ない。『2002』では削除されているが、リメイク版の『KOF2002 UNLIMITED MATCH』（以下『2002UM』と表記）では復活している。
スレッジハンマー（Sledge Hammer）
勢いよく飛び上がり、鉄鎚（かなづち）のように拳を縦に振り叩く。全ての登場作品にて使用可能。『'98』から上半身を大きくひねりながら孤を描きつつ突進するように変更されて、攻撃範囲がより広くなった。使用直後に社の足元の食らい判定がなくなるため、相手の足払いを回避しつつ攻撃が可能であり、ヒットすればダウンを奪えるが、技後の硬直が長い。

### 超必殺技（七枷社）
ミリオンバッシュストリーム（Million Bash Stream）
「ミサイルマイトバッシュ」の強化版で、腕全体を横に振りながら攻撃する動作が多くなり、かつモーションの速度が速くなり、フィニッシュはしゃがみ強パンチ同様のアッパーになる。『'98』では発生中はボタンを連打しないと途中で強制的にフィニッシュ部分に移行してしまう。腕を横に振る動作は『'97』と『'98』ともに、それぞれの「ミサイルマイトバッシュ」の突進部分の流用である。MAX版は腕を振る回数が増え、かつ攻撃速度もかなり速くなっており、フィニッシュが「アッパーデュエル」となっている。ヒット時に与えられるダメージは「ファイナルインパクト」よりも多く、連続技用としては使えるものの、技後の隙が大きい。「ミサイルマイトバッシュ」とともに『2002』では削除されているが、リメイク版の『2002UM』ではMAX版のみ復活している。
ファイナルインパクト（Final Impact）
一撃必殺の打撃技で、渾身のストレートパンチで相手を吹き飛ばす。発動後、攻撃発生までの間にボタンを押しっぱなしにすることにより溜めておくことが可能で、最大まで溜めるとガード不能になるだけでなく、溜めずに当てた時よりも遥かに大ダメージを与えられる。『'97』から存在している技ではあるが、当時のインストラクションカードには載っていなかった。また、『'97』でのこの技は、溜めている最中のモーションが『'97』と『'98』のエキストラモードでのパワーゲージためのモーションと同じであるうえに攻撃判定が発生するまでが『'98』以降のものより相当長かった。『2002』では唯一の超必殺技となり、MAX版に対応する超必殺技もこの技のみである。
「ERROR…」code "2002"（エラー コード トゥーサウザンドトゥー）
『2002』と『KOF NEOWAVE』（以下『NEOWAVE』と表記）でのMAX2で、突進系乱舞技。低く構えてから勢いよく突進して、ヒットするとロックして乱舞を見舞い、最後は「アッパーデュエル」で締める。乱舞の終盤に「ジェットカウンター」の弱と強を交互に撃ち出す。

### 必殺技（乾いた大地の社）
НИРАГУ ДАЙЧИ （にらぐだいち / 淬ぐ大地）
投げ技。相手の両肩を使って前転しながら相手の背後に回りこんで、すばやく上に放り投げる。『'97』での動作は、相手の背後に回りこむと同時に、相手を持ち上げてバックブリーカーをきめた後、相手を持ち上げて空中投げの要領で地面に叩きつける。なお、『'98』からは性能が変わり、相手が落ちていくところに追撃することができる。
МУСЭБУ ДАЙЧИ （むせぶだいち / 哽ぶ大地）
同じく投げ技。通常投げの「べき」の要領で相手を持ち上げ、相手を往復で連続3回地面に叩きつけた後に、そのまま空中投げの要領で地面に叩きつける。
ОДОРУ ДАЙЧИ （おどるだいち / 躍る大地）
相手に近付いた後、すばやく後ろに回りこむと同時に抱えながらバック転のように飛び、そのままバックドロップで地面に叩きつける。
КУЖИКУ ДАЙЧИ （くじくだいち / 挫く大地）
移動投げの一種のようなもので、下に腕を伸ばしながら前方に飛び、相手の頭を掴んだ後、後ろに回りこむと同時に相手の姿勢を崩し無防備にする特殊な必殺技。『'97』では相手を崩した後にそのまま必殺技を仕掛けることが可能になっているが、『'98』以降はそのまま投げを仕掛けることがやりにくくなっており、通常技からの連続技に組み込むという形でコマンド投げを仕掛けることが可能にはなっている。掴む際に相手が地上にいれば、何かの動作の最中であろうが、（投げられ判定が残る）無敵状態であろうが掴めるが、空中にいる相手は掴むことはできない。
クリスやシェルミーも後の作品でこれに似た技を使用するようになった（ただし彼らの場合は「表」のときのみである）。
УНАРУ ДАЙЧИ（うなるだいち）
『2002UM』で追加された技。両手を上に挙げ地面に大きく降り下ろし、衝撃波を出す。乾いた大地の社にとって初の打撃必殺技である。
強のみ中段判定である。

### 超必殺技（乾いた大地の社）
АНКОКУ ЖИГОКУ ГОКУРАКУ ОТОЩИ （あんこくじごくごくらくおとし / 暗黒地獄極楽落とし）
製作者たちの間で「オロチチームは日本チームに対比した形に」ということになったため、社は大門に対比した技を持つことになり、「地獄極楽落とし」を基にされこの技ができた。最初の「相手を持ち上げる（1Hit）⇒そのまま離して蹴り崩しつつ地面に転ばす（2Hit）」ところが連続ヒット扱いされているなど、流れは大門の技の流れを汲む。MAX版は、フィニッシュが地面に落ちる直前にオメガ・ルガールの「ギガンティックプレッシャー」などを決めた際に出てくるのと同じ髑髏が浮かぶ気の柱を一気に放出して追撃するという形となっている。また、掴んだ際に相手を恫喝する柄の悪い台詞を放つ。
АРАБУРУ ДАЙЧИ （あらぶるだいち / 荒ぶる大地）
『'97』では、相手を持ち上げた後に逆方向に叩きつけて、そのまま空中投げの要領での叩き付けを数回行ってから鉄鎚のように拳を地面に叩きつけて、そこからドクロの気の柱を出して追撃する。MAX版は最初の部分が「むせぶだいち」の3回叩きつける部分に変更されて、その後は通常版と同じ。その有効間合いの広さは、大門の「嵐の山」と並ぶ。
『'98』からは「くじくだいち」と同じ動作による移動投げに変更され、それに伴いコマンドも変更された。相手を掴んだあとはそのまま空中投げの要領で叩きつけに移行する。「くじくだいち」同様、空中の相手を掴むことはできない。空中を飛んで移動する移動投げであるため、相手の飛び道具をかわしながらこの技を決める、という使い方が可能である。
ХОЭРУ ДАЙЧИ （ほえるだいち / 吼える大地）
社（「表」・「裏」ともに）の唯一の飛び道具。握り拳を地面に一瞬合わせて、そのままストレートパンチの形で、その場で気を放出する技。リーチが長い。「ファイナルインパクト」と同様にボタンを押し続けることで溜めが可能であり、最大まで溜めるとガード不能になるが、硬直時間が長く、技自体の隙が大きい。『2002』では削除されている。
ХАРУМАГЭДОН （ハルマゲドン / Armageddon）
『2002』および『NEOWAVE』のMAX2で、一撃必殺の打撃技でガード不能技。力を溜めたあとに思いきり相手を殴りつけるもの。攻撃が発生するまでの溜めモーションが長い。動作中は背景が専用の一面溶岩に覆われたようなものに変わる。

## その他
彩京の格闘ゲーム『堕落天使』には彼そっくりのビジュアルを持つ「壬生灰児」というキャラクターが登場するが、これは社をデザインした開発者がSNKから移り、社が採用されたとは知らずに類似したデザインを用いたためであるという。
SNKプレイモアの携帯ゲーム『Days of Memories』では、条件を満たして進むとほかのオロチ四天王と揃って登場するが、庵と出くわした瞬間に動揺するシーンがある。
異名である「乾いた大地」については、開発スタッフのコメントとして伏字を使って由来があることが触れられており、「社はザ○ン○ル」と明かされている。なお、『戦闘メカ ザブングル』のエンディング曲に「乾いた大地」という同名の曲が存在する。
『THE KING OF FIGHTERS ALLSTAR』では通常の社のほか、2019年7月30日より女体化されたプリティー・社が登場。美少女キャラクターとして登場する。髪形や衣装は通常の社とほとんど変わらないが、ボトムがホットパンツになっている。

## 登場作品
- ザ・キング・オブ・ファイターズ
  - ザ・キング・オブ・ファイターズ'97
  - ザ・キング・オブ・ファイターズ'98
  - ザ・キング・オブ・ファイターズ2000（ラルフのアナザーストライカーとして）
  - ザ・キング・オブ・ファイターズ2002
  - ザ・キング・オブ・ファイターズ NEOWAVE
  - ザ・キング・オブ・ファイターズ XV
  - THE KING OF FIGHTERS ALLSTAR
  - THE KING OF FIGHTERS for GIRLS
- KOF SKY STAGE（「乾いた大地の社」のみCPU専用キャラクターとして）

## 担当声優
- 粟根まこと（『'97』 - 『NEOWAVE』）
- 濱岡敬祐（『ALLSTAR』、『XV』[2]）
- 藩めぐみ（『ALLSTAR』：プリティー・社[10]）
- 神尾晋一郎（『for GIRLS』[11]）

## 関連人物
- 草薙京 - 三種の神器一族の末裔の1人・祓う者、オロチ一族の宿敵
- 八神庵 - 三種の神器一族の末裔の1人・封ずる者、バンドのライバル、オロチ一族の宿敵、オロチ一族の血を受け継いだ者
- 神楽ちづる - 三種の神器一族の末裔の1人・護りし者、オロチ一族の宿敵
- オロチ - 一族の盟主たる地球意思の1つ
- ゲーニッツ - オロチ八傑集四天王
- シェルミー - オロチ八傑集四天王、プライベートでもバンド仲間
- クリス - オロチ八傑集四天王、オロチの依代、プライベートでもバンド仲間
- 山崎竜二 - オロチ八傑集だが敵対関係、『餓狼伝説』シリーズの客演キャラクター、『KOF京』では共闘
- ギース・ハワード - オロチの力を狙う者、『餓狼伝説』シリーズの客演キャラクター、『KOF京』では共闘
- ラッキー・グローバー - 『'97』のストーリーでは社がラッキーらしき男から招待状を奪ったとされている（ただし、本当かどうか明言されておらず、社本人も覚えていない）